# Campeonato Sudamericano de Clubes de Voleibol Femenino 2017
El Campeonato Sudamericano de Clubes de Voleibol Femenino de 2017 fue la novena edición del torneo de voleibol femenino más importante a nivel de clubes en Sudamérica desde su reanudación. El torneo se disputó del 14 de febrero hasta el 18 del mismo mes de 2017 y tuvo por sedes las ciudades de Uberaba y Uberlandia, ambas en Brasil.
Rexona/SECS Vôlei obtuvo su cuarto título y el pasaje al Mundial de clubes 2017 tras vencer en la final por 3 a 1 al conjunto de Dentil/Praia.

## Equipos participantes
Los campeones nacionales de Argentina, Bolivia, Brasil y Perú obtuvieron la clasificación al torneo. A esto, se sumaron Uberlandia (como club organizador) y Boca Juniors, subcampeón argentino.
| País      | Cupos | Equipos                                                                                 |
| --------- | ----- | --------------------------------------------------------------------------------------- |
| Argentina | 2     | Villa Dora - campeón Boca Juniors - subcampeón                                          |
| Brasil    | 2     | Rexona/SECS Vôlei - campeón Dentil/Praia Clube Vôlei - Uberlândia - equipo organizador. |
| Bolivia   | 1     | Club Olympic                                                                            |
| Perú      | 1     | Club Universidad San Martín                                                             |

## Modo de disputa
El campeonato se juega en dos fases, la fase de grupos y las eliminatorias. En primera instancia, los equipos se dividen en dos grupos, A y B, donde los equipos se enfrentan los unos a los otros. Los dos mejores equipos de cada grupo avanzan a la segunda fase, de eliminatorias. Los equipos ubicados en las terceras posiciones de cada grupo se enfrentan para determinar el quinto puesto.
Los mejores cuatro equipos se enfrentan en la segunda fase, donde el primero de un grupo se enfrenta al segundo del otro. Los dos ganadores avanzan a la final mientras que los perdedores disputan el tercer puesto.

## Primera fase
Los horarios corresponden al huso horario de Brasil en verano, UTC–2.

### Grupo A
| Pos. | Equipo       | Pts | PG | PP | SG | SP | PG  | PP  |
| ---- | ------------ | --- | -- | -- | -- | -- | --- | --- |
| 1.º  | Dentil Praia | 6   | 2  | 0  | 6  | 0  | 150 | 53  |
| 2.º  | Villa Dora   | 3   | 1  | 1  | 3  | 3  | 114 | 117 |
| 3.°  | Club Olympic | 0   | 0  | 2  | 0  | 6  | 56  | 150 |

|  | Clasificadas a semifinales. |

| 14 de febrero, 19:30 | Villa Dora | 3 - 0                          | Club Olympic | Arena Praia, Uberlandia |             |
|                      |            | ( 25-6, 25-17, 25-19 ) Reporte |              | Árbitro(s):             | Árbitro(s): |

| 15 de febrero, 19:30 | Dentil Praia | 3 - 0                        | Club Olympic | Arena Praia, Uberlandia |             |
|                      |              | ( 25-2, 25-6, 25-6 ) Reporte |              | Árbitro(s):             | Árbitro(s): |

| 16 de febrero, 19:30 | Dentil Praia | 3 - 0                           | Villa Dora | Arena Praia, Uberlandia |             |
|                      |              | ( 25-15, 25-11, 25-13 ) Reporte |            | Árbitro(s):             | Árbitro(s): |

### Grupo B
| Pos. | Equipo            | Pts | PG | PP | SG | SP | PG  | PP  |
| ---- | ----------------- | --- | -- | -- | -- | -- | --- | --- |
| 1.°  | Rexona/SECS Vôlei | 6   | 2  | 0  | 6  | 0  | 150 | 76  |
| 2.°  | San Martín        | 3   | 1  | 1  | 3  | 3  | 118 | 137 |
| 3.°  | Boca Juniors      | 0   | 0  | 2  | 0  | 6  | 95  | 150 |

|  | Clasificadas a semifinales. |

| 14 de febrero, 19:00 | Rexona/SECS Vôlei | 3 - 0                         | Boca Juniors | Centro Olímpico, Uberaba |             |
|                      |                   | ( 25-17, 25-8, 25-8 ) Reporte |              | Árbitro(s):              | Árbitro(s): |

| 15 de febrero, 19:00 | San Martín | 3 - 0                           | Boca Juniors | Centro Olímpico, Uberaba |             |
|                      |            | ( 25-22, 25-18, 25-22 ) Reporte |              | Árbitro(s):              | Árbitro(s): |

| 16 de febrero, 19:00 | Rexona/SECS Vôlei | 3 - 0                           | San Martín | Centro Olímpico, Uberaba |             |
|                      |                   | ( 25-16, 25-11, 25-16 ) Reporte |            | Árbitro(s):              | Árbitro(s): |

## Segunda fase
Los horarios corresponden al huso horario de Brasil en verano, UTC–2.
|  | Semifinales       | Semifinales |                   |              | Final        | Final        |  |
|  |                   |             |                   |              |              |              |  |
|  |                   |             |                   |              |              |              |  |
|  | Dentil Praia      | 3           |                   |              |              |              |  |
|  | Dentil Praia      | 3           |                   |              |              |              |  |
|  | San Martín        | 0           |                   |              |              |              |  |
|  | San Martín        | 0           |                   | Dentil Praia | 1            |              |  |
|  |                   |             |                   | Dentil Praia | 1            |              |  |
|  |                   |             | Rexona/SECS Vôlei | 3            |              |              |  |
|  | Rexona/SECS Vôlei | 3           | Rexona/SECS Vôlei | 3            |              |              |  |
|  | Rexona/SECS Vôlei | 3           |                   |              |              |              |  |
|  | Villa Dora        | 0           |                   |              | Tercer lugar | Tercer lugar |  |
|  | Villa Dora        | 0           |                   |              | Tercer lugar | Tercer lugar |  |
|  |                   |             |                   |              |              |              |  |
|  |                   |             |                   |              | San Martín   | 3            |  |
|  |                   |             |                   |              | San Martín   | 3            |  |
|  |                   |             |                   |              | Villa Dora   | 0            |  |
|  |                   |             |                   |              | Villa Dora   | 0            |  |
|  |                   |             |                   |              |              |              |  |

|  | Quinto puesto |   |  |
|  |               |   |  |
|  | Club Olympic  | 1 |  |
|  | Club Olympic  | 1 |  |
|  | Boca Juniors  | 3 |  |
|  | Boca Juniors  | 3 |  |

### Semifinales
| 17 de febrero, 18:30 | Rexona/SECS Vôlei | 3 - 0                          | Villa Dora | Centro Olímpico, Uberaba |             |
|                      |                   | ( 25-10, 25-6, 25-17 ) Reporte |            | Árbitro(s):              | Árbitro(s): |

| 17 de febrero, 20:30 | Dentil Praia | 3 - 0                           | San Martín | Centro Olímpico, Uberaba |             |
|                      |              | ( 25-18, 25-23, 25-13 ) Reporte |            | Árbitro(s):              | Árbitro(s): |

### Quinto puesto
| 18 de febrero, 13:00 | Club Olympic | 1 - 3                                  | Boca Juniors | Arena Praia, Uberlandia |             |
|                      |              | ( 25-20, 12-25, 18-25, 12-25 ) Reporte |              | Árbitro(s):             | Árbitro(s): |

### Tercer puesto
| 18 de febrero, 15:00 | Villa Dora | 0 - 3                           | San Martín | Arena Praia, Uberlandia |             |
|                      |            | ( 20-25, 29-31, 17-25 ) Reporte |            | Árbitro(s):             | Árbitro(s): |

### Final
| 18 de febrero, 19:00 | Rexona/SECS Vôlei | 3 - 1                                  | Dentil Praia | Arena Praia, Uberlandia |             |
|                      |                   | ( 25-19, 20-25, 25-19, 25-10 ) Reporte |              | Árbitro(s):             | Árbitro(s): |

## Posiciones Finales
| Pos.              | Equipo            |
| ----------------- | ----------------- |
| Medalla de oro    | Rexona/SECS Vôlei |
| Medalla de plata  | Dentil/Praia      |
| Medalla de bronce | San Martín        |
| 4.°               | Villa Dora        |
| 5.°               | Boca Juniors      |
| 6.°               | Club Olympic      |

|  | Clasificado al Mundial de Clubes de la FIVB de 2017 |

| Campeón Sudamericano de Clubes |
| ------------------------------ |
| Rexona/SECS Vôlei 4º título    |